# Единственная…
«Единственная…» — советский полнометражный цветной художественный фильм, поставленный на киностудии Ленфильм в 1975 году режиссёром Иосифом Хейфицем по рассказу Павла Нилина «Дурь».

## Сюжет
Коля Касаткин (Валерий Золотухин), видевший в своей жене Танюше идеал женской прелести, нежности, доброты, любивший её до самозабвения, оказался в растерянности перед досужими разговорами доброхотов об измене жены. Застав жену с руководителем хора, Николай потребовал развода. Продолжая любить друг друга, бывшие супруги в разлуке несчастны.
Новая поспешная женитьба Касаткина не вернула ему душевного спокойствия. В ежедневных муках, в стремлении к прошлой жизни он потерял и свою давнюю мечту — жить и работать на Дальнем Востоке, где проходил службу в армии. Оба слишком поздно поняли, что любовь не прощает поспешных решений, что её надо уметь хранить и защищать.

## В ролях
- Валерий Золотухин — Николай Касаткин
- Елена Проклова — Татьяна Фешева
- Людмила Гладунко — Наталья
- Владимир Высоцкий — Борис Ильич
- Лариса Малеванная — Манюня
- Вячеслав Невинный — Юрий Журченко
- Любовь Соколова — Анна Прокофьевна Касаткина, мать Николая
- Владимир Заманский — Григорий Валерьянович Татаринцев, начальник автобазы
- Валентина Владимирова — судья
- Николай Дупак — Иван Гаврилович, начальник смены на автобазе
- Александр Демьяненко — учёный

## Съёмочная группа
- Сценарий — Павла Нилина, Иосифа Хейфица
- Постановка — Иосифа Хейфица
- Главный оператор — Генрих Маранджян
- Главный художник — Владимир Светозаров
- Композитор — Надежда Симонян

## Съёмки
Почти весь фильм снимали в Запорожье.
Одну из ключевых ролей в этом фильме сыграл Владимир Высоцкий. Однако плотный график актёра не позволил ему приехать одновременно с остальными артистами, и для включения его персонажа в фильм применялись комбинированные съёмки. Хейфиц включил в фильм песню в исполнении Высоцкого, причём предложил ему самому выбрать, что именно тот хочет петь.
На главную роль также пробовались Людмила Гладунко и Наталия Богунова.
Иосиф Хейфиц снял этот фильм в возрасте 70 лет.

## Призы и награды
- 1976 — второй приз «За лучшую женскую роль» Елене Прокловой на IX ВКФ в городе Фрунзе.
- 1976 —  приз «За лучшее исполнение женской роли» Е. Прокловой на XV МКФ в Панаме, Центральная Америка.